# Darlin' (chanson)
Darlin' est une chanson des Beach Boys sortie en 1967 en single et sur l'album Wild Honey.

## Composition
La mélodie avait été écrite pour une chanson de Sharon Marie intitulée Thinkin' Bout You Baby en 1963. En 1967, après un hiatus consécutif à l'échec du projet Smile, Brian Wilson reprend ses collaborations avec Mike Love et réécrit la chanson dans un style rhythm and blues et soul avec Carl Wilson au chant.

## Réception
Darlin' atteint la 19ème place au Billboard Hot 100 et la 10ème dans les charts britanniques .
Dans une interview en 2015, Brian Wilson rapporte que Darlin' est sa préférée des chansons qu'il a écrites, car il en aime simplement la mélodie.
Le premier groupe de Thomas Bangalter et Guy-Manuel de Homem-Christo, les futurs Daft Punk, s'appelle Darlin' en hommage à cette chanson.